# 19e étape du Tour d'Italie 2011
Pour un article plus général, voir Tour d'Italie 2011.
La 19e étape du Tour d'Italie 2011 s'est déroulée le vendredi 27 mai 2011. Bergame est la ville de départ, et Macugnaga la ville d'arrivée. Le parcours a eu lieu sur un parcours de moyenne-montagne sur un distance de 209 km.
L'Italien Paolo Tiralongo (Astana) remporte cette étape devant l'Espagnol Alberto Contador (Saxo Bank-SunGard) qui conserve le maillot rose de leader,.

## Côtes
- 1. Côte de Mottarone, 1re catégorie (kilomètre 135,3)

| Premier   | Jérôme Pineau    | 15 pts |
| Deuxième  | Matteo Rabottini | 9 pts  |
| Troisième | Lars Ytting Bak  | 5 pts  |
| Quatrième | Stefano Garzelli | 3 pts  |
| Cinquième | Johann Tschopp   | 2 pts  |
| Sixième   | Mikaël Cherel    | 1 pts  |
- 2. Côte de Macugnaga, 3e catégorie (kilomètre 209,0 – Arrivée)

| Premier   | Paolo Tiralongo       | 5 pts |
| Deuxième  | Alberto Contador[n 1] | 3 pts |
| Troisième | Vincenzo Nibali       | 2 pts |
| Quatrième | John Gadret           | 1 pts |

## Sprint volant
- Sprint volant à Ornavasso (kilomètre 165,0)

| Premier   | Lars Ytting Bak  | 5 pts |
| Deuxième  | Johann Tschopp   | 4 pts |
| Troisième | Stefano Garzelli | 3 pt  |
| Quatrième | Jérôme Pineau    | 2 pts |
| Cinquième | Mikaël Cherel    | 1 pts |

## Classement de l'étape
|    | Coureur             | Pays        | Équipe              |    | Temps           |
| -- | ------------------- | ----------- | ------------------- | -- | --------------- |
| 1  | Paolo Tiralongo     | Italie      | Astana              | en | 5 h 26 min 27 s |
|    | Alberto Contador    | Espagne     | Saxo Bank-SunGard   | +  | 0 s             |
| 3  | Vincenzo Nibali     | Italie      | Liquigas-Cannondale |    | 3 s             |
| 4  | John Gadret         | France      | AG2R La Mondiale    |    | 6 s             |
| 5  | Joaquim Rodríguez   | Espagne     | Team Katusha        |    | 6 s             |
| 6  | Steven Kruijswijk   | Pays-Bas    | Rabobank            |    | 6 s             |
| 7  | Michele Scarponi    | Italie      | Lampre-ISD          |    | 8 s             |
| 8  | Roman Kreuziger     | Tchéquie    | Astana              |    | 21 s            |
| 9  | Hubert Dupont       | France      | AG2R La Mondiale    |    | 29 s            |
| 10 | Kanstantsin Siutsou | Biélorussie | Team HTC-Highroad   |    | 34 s            |

## Classement général
|    | Coureur             | Pays        | Équipe                  |    | Temps            |
| -- | ------------------- | ----------- | ----------------------- | -- | ---------------- |
|    | Alberto Contador    | Espagne     | Saxo Bank-SunGard       | en | 77 h 11 min 24 s |
| 1  | Michele Scarponi    | Italie      | Lampre-ISD              | en | 77 h 16 min 42 s |
| 2  | Vincenzo Nibali     | Italie      | Liquigas-Cannondale     |    | 34 s             |
| 3  | John Gadret         | France      | AG2R La Mondiale        |    | 2 min 35 s       |
| 4  | Kanstantsin Siutsou | Biélorussie | Team HTC-Highroad       |    | 4 min 40 s       |
| 5  | Mikel Nieve         | Espagne     | Euskaltel-Euskadi       |    | 4 min 50 s       |
| 6  | Roman Kreuziger     | Tchéquie    | Astana                  |    | 5 min 2 s        |
| 7  | Joaquim Rodríguez   | Espagne     | Team Katusha            |    | 5 min 25 s       |
| 8  | Denis Menchov       | Russie      | Geox-TMC                |    | 5 min 33 s       |
| 9  | José Rujano         | Venezuela   | Androni Giocattoli-CIPI |    | 6 min 32 s       |
| 10 | Steven Kruijswijk   | Pays-Bas    | Rabobank                |    | 7 min 38 s       |

## Classements annexes

### Classement par points
|   | Cycliste         | Équipe              | Points  |
| - | ---------------- | ------------------- | ------- |
| 1 | Alberto Contador | Saxo Bank-SunGard   | 158 pts |
| 1 | Michele Scarponi | Lampre-ISD          | 112 pts |
| 3 | Vincenzo Nibali  | Liquigas-Cannondale | 111 pts |

### Classement du meilleur grimpeur
|   | Cycliste         | Équipe            | Points |
| - | ---------------- | ----------------- | ------ |
| 1 | Stefano Garzelli | Acqua & Sapone    | 67 pts |
| 2 | Alberto Contador | Saxo Bank-SunGard | 56 pts |
| 3 | Mikel Nieve      | Euskaltel-Euskadi | 39 pts |

### Classement du meilleur jeune
| Cycliste          | Équipe         | Temps | Temps            |
| ----------------- | -------------- | ----- | ---------------- |
| Roman Kreuziger   | Astana         | en    | 77 h 21 min 44 s |
| Steven Kruijswijk | Rabobank       | +     | 2 min 36 s       |
| Peter Stetina     | Garmin-Cervélo |       | 33 min 37 s      |

### Classement par équipes aux temps
| Équipe           | Temps | Temps             |
| ---------------- | ----- | ----------------- |
| Astana           | en    | 231 h 51 min 24 s |
| Movistar         | +     | 10 min 45 s       |
| AG2R La Mondiale |       | 13 min 07 s       |

### Classement par équipes aux points
| Équipe                  | Points  |
| ----------------------- | ------- |
| Lampre-ISD              | 319 pts |
| Androni Giocattoli-CIPI | 280 pts |
| AG2R La Mondiale        | 264 pts |

## Abandons
- Craig Lewis (Team HTC-Highroad) : abandon
- Marco Pinotti (Team HTC-Highroad) : abandon
- Filippo Savini (Colnago-CSF Inox) : abandon